# Emekon śnieżny
Emekon śnieżny (Eomecon chionantha) – gatunek z monotypowego rodzaju emekon (Eomecon Hance, J. Bot. 22: 346. Nov 1884) z rodziny makowatych. Występuje w Chinach. Zawiera czerwono-pomarańczowy sok mleczny.

## Morfologia
Bylina o wysokości do 40 cm. Liście skrętoległe, skupione w różyczkę liściową u nasady pędu, długoogonkowe. Blaszka liściowa sercowata, pierzaście użyłkowana. Kwiaty skupione w luźny kwiatostan na szczycie bezlistnego głąbika. Działki kielicha 2, błoniaste, złączone w pochwę o ostrym wierzchołku. Płatki 4, białe. Pręciki liczne, ponad 70. Zalążnia zbudowana z 2 owocolistków, jednokomorowa. Owocem jest wąskoeliptyczna torebka. 

## Systematyka
Pozycja systematyczna według Angiosperm Phylogeny Website (aktualizowany system APG III z 2009)
Należy do plemienia Chelidonieae, podrodziny Papaveroideae, rodziny makowatych Papaveraceae, do rzędu jaskrowców (Ranunculales) i wraz z nim do okrytonasiennych.